# Alaemon alaudipes

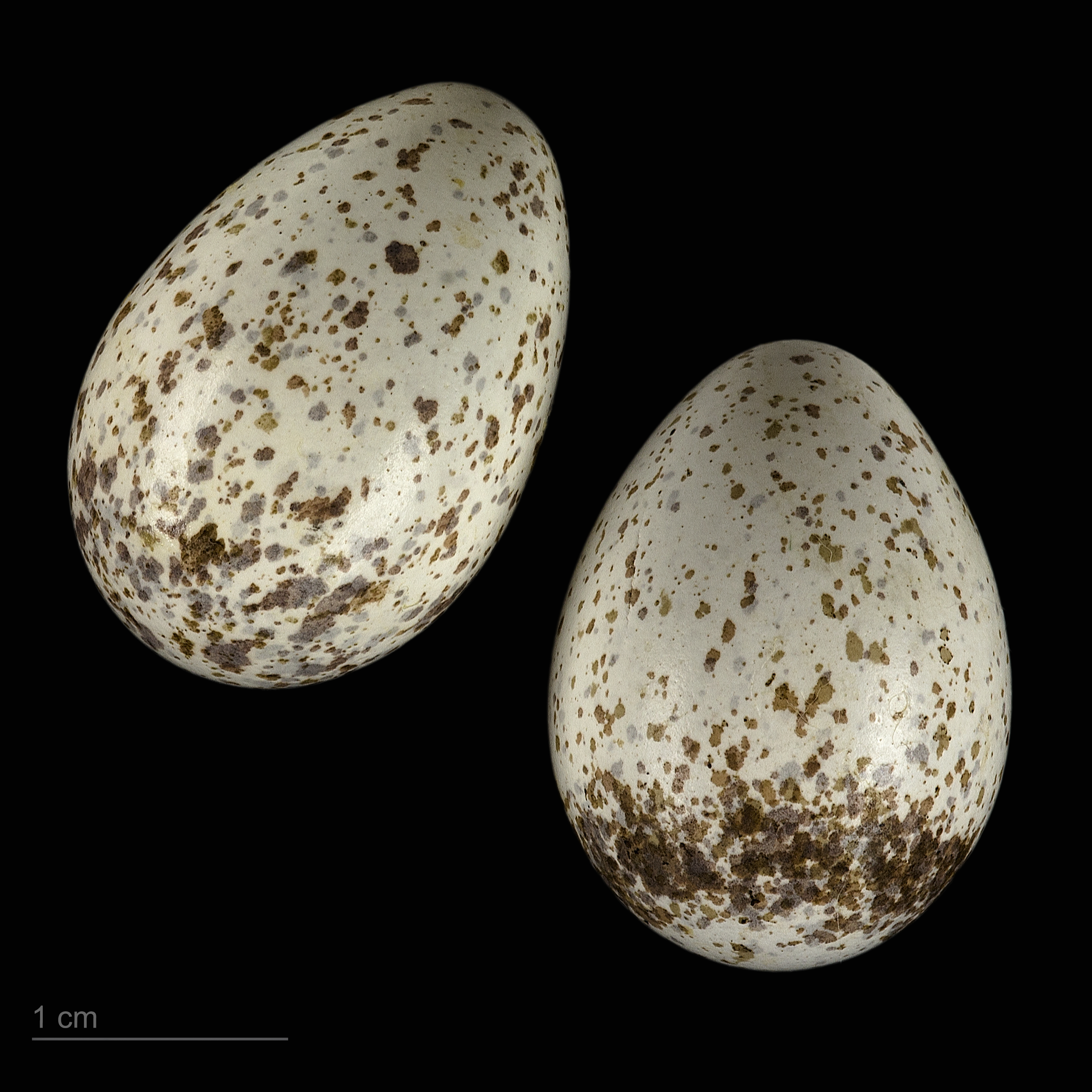
Alaemon alaudipes alaudipes - (MHNT)

La alondra ibis (Alaemon alaudipes), es un ave paseriforme residente en los desiertos africanos, desde las islas de Cabo Verde pasando por la península arábiga hasta Siria, Afganistán y el este de Paquistán. 
Esta alondra es un ave propia de las regiones desérticas o semidesérticas. Anida sobre el suelo, de a dos huevos por vez. Ambos sexos pueden incubarlos. Su alimentación se basa en insectos durante la temporada reproductiva.
Es una alondra de gran longitud, de complexión delgada y con patas largas. El adulto mide entre 19 y 22,5 cm y su coloración es mayormente de un tono marrón arenoso arriba y más pálido en el vientre. A diferencia de la mayor parte de las alondras, la alondra ibis se distingue por su vuelo, con un patrón blanco y negro que puede apreciarse cuando tiene sus alas extendidas.  
El macho, la hembra y los pichones de esta especie tienen una apariencia física muy similar entre sí.
Para volar, la alondra ibis trepa a un sitio de gran altura y luego se lanza a un vuelo estilo buceo con las alas cerradas. La llamada es una especie de zreee, y el canto, ejecutado durante el vuelo, es una serie de sonidos muy agudos. 